# Disponentvillan, Kvarnholmen

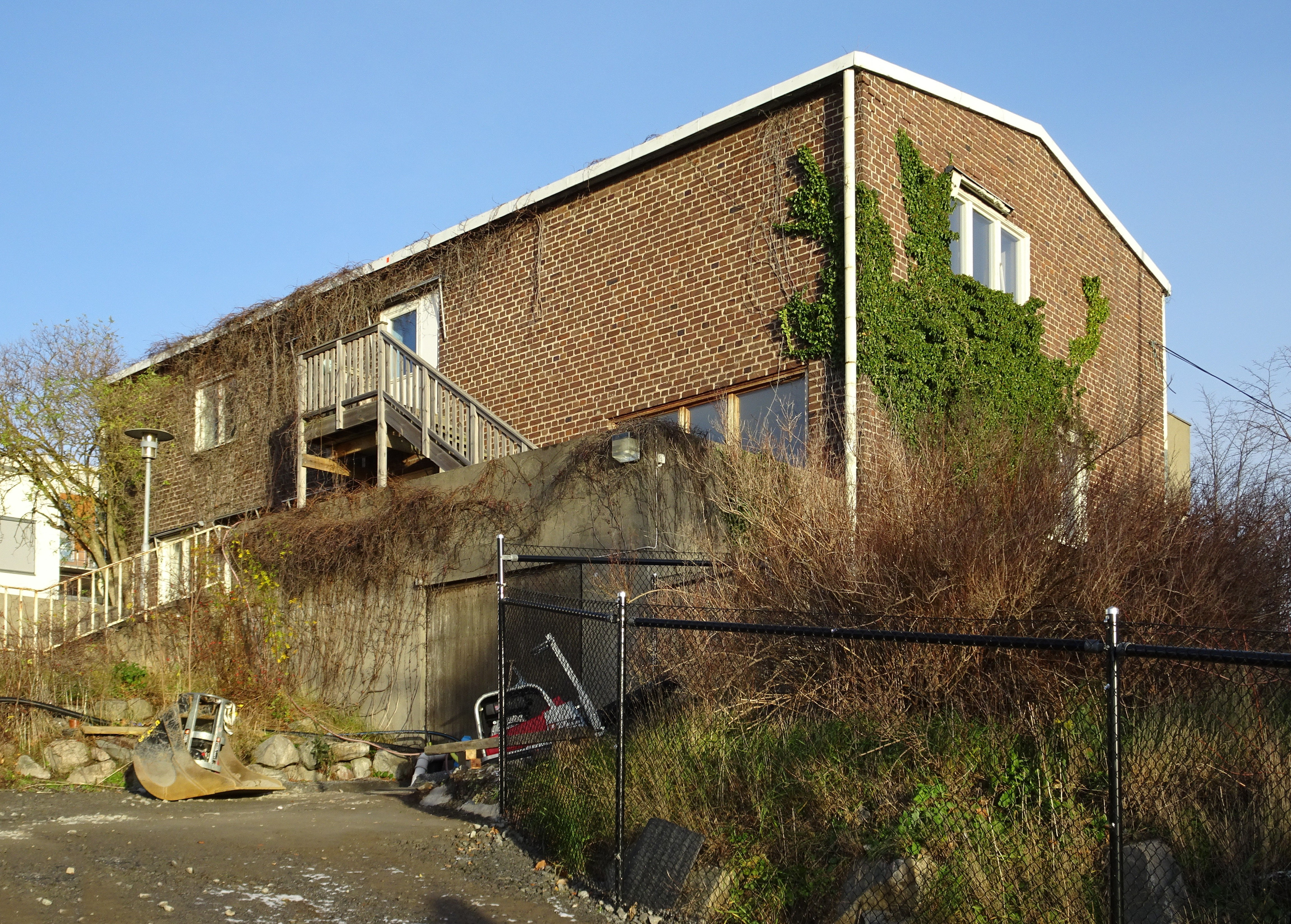
Disponentvillan i november 2021.

Disponentvillan (fastigheten Sicklaön 38:14) kallas en kulturhistoriskt värdefull byggnad vid Juvelvägen 1 (tidigare Tre Kronors väg) på Kvarnholmen i Nacka kommun. Huset uppfördes 1931 som bostad för Kvarnen Tre Kronors chef efter ritningar av Olof Thunström. Fastigheten är sedan 2016 ett lagskyddat byggnadsminne. Enligt gällande detaljplan från 2011 kommer disponentvillan genom särskild planbestämmelse att bevaras och får inte förvanskas.

## Bakgrund

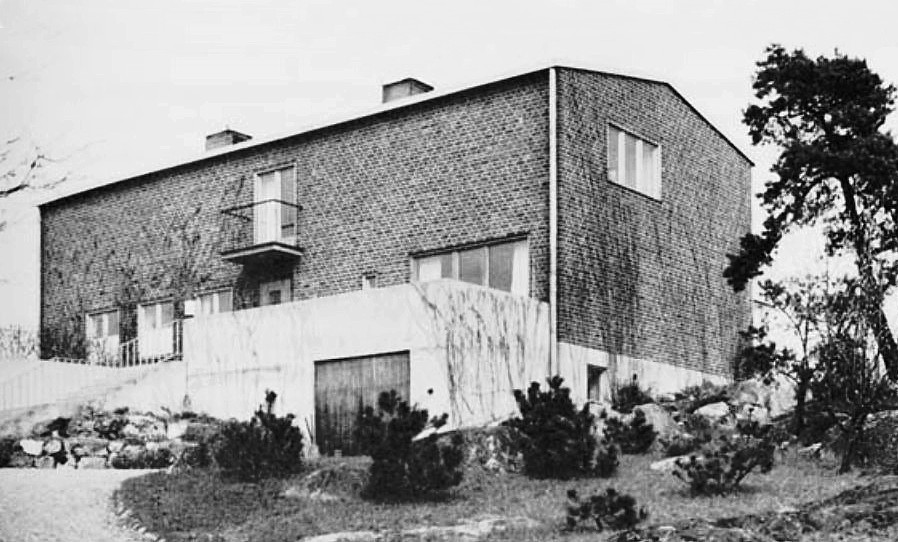
Disponentvillan i början av 1930-talet.

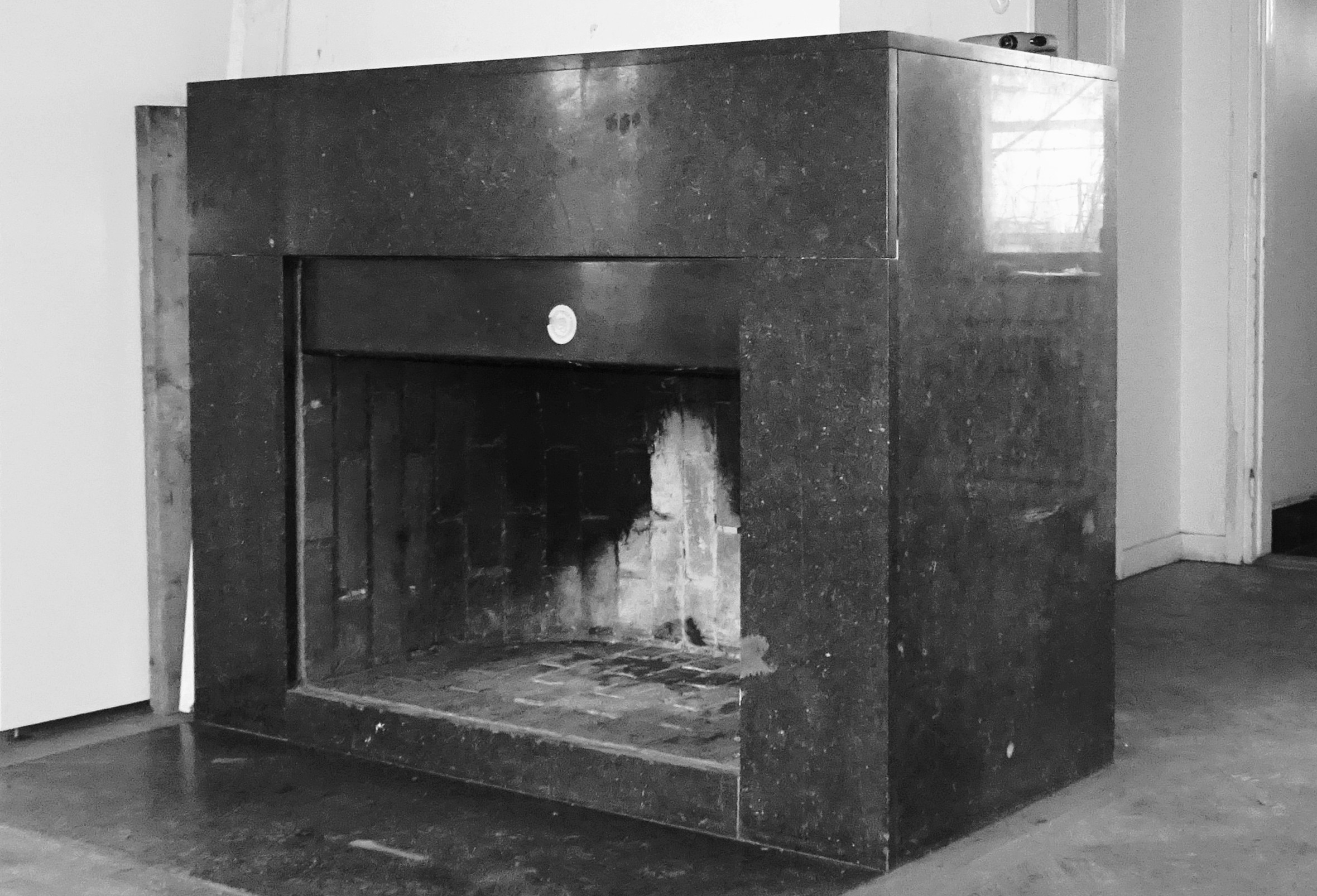
Villans öppna spis klädd i svart diabas.

På platsen, strax öster om Makaronifabriken låg Kvarnholmens första disponentvilla. Det var ett stort trähus som revs några år efter att Kooperativa Förbundet övertagit kvarnverksamheten på ön. Istället lät KF uppföra den nya chefsbostaden i stram funktionalistisk arkitektur. Läget var centralt i området, på en höjd med lite avstånd ifrån kvarnanläggningen. Platsen gav en vidsträckt utsikt över kringliggande landskap och Stockholms inlopp. Arkitektuppdraget gick till KF:s eget arkitektkontor; Kooperativa Förbundets Arkitekt- och Ingenjörsbyrå (KFAI) och till byråns Olof Thunström som även gestaltade flera andra nybyggen på området.

## Byggnadsbeskrivning
Disponentvillan uppfördes i två våningar samt källare under ett flackt sadeltak och med fasader i nyansrikt mörkrött Helsingborgstegel. Valet av teglet och den omsorgsfulla förbandsmurningen skulle även uttrycka en exklusivitet, värdig en chefsbostad. Entré och garage lades på västra långsida. Från entrén nådde man bottenvåningens sällskapsrum bestående av ett stort vardagsrum som genom en vikvägg kunde slås ihop med matsalen. På bottenvåningen fanns även kök (med egen köksentré), serveringsrum, bibliotek och en ursprungligen öppen veranda med utsikt över Svindersviken. Övre våningsplan inhyste badrum samt flera sov- och gästrum. Totalt innehöll villan tio rum. Till byggnaden hörde även en stor trädgård och en tennisbana. Den förste disponenten som flyttade in var kvarnens tekniska chef och senare verkställande direktör, Emil Hamring.
Efter Hamrings död 1952 byggdes villan om till bostad för två familjer, även här var Thunström arkitekt. På norrsidans gavel tillkom då ett trapphus med tillträde till övervåningen, planlösningen ändrades och några nya fönsteröppningar togs upp. Sedan dess ändrades interiören bara marginellt, som präglas av parkettgolv i fiskbensmönster, invändiga fönsterpartier i ek, öppen spis och fönsterbänkar i svart diabas samt plattor av kalksten och klinker.

### Villans vidare öden
Efter KF:s nedläggning av kvarnverksamheten på 1990-talet nyttjades villans lokaler av en förskola. För den byggdes en tillfällig utvändig trätrappa till balkongen på övervåningen. Under en övergångstid var villan även en provisorisk byggbod för byggarbetare för om- och nybyggnader som pågår i området. Det fanns förslag på att låta villan bli plats för kulturell verksamhet, så blev det dock inte. Istället rustas den nu slitna byggnaden upp och anpassas för Ebba Braheskolans förskola som skall flytta in till höstterminen 2022.

### Bilder

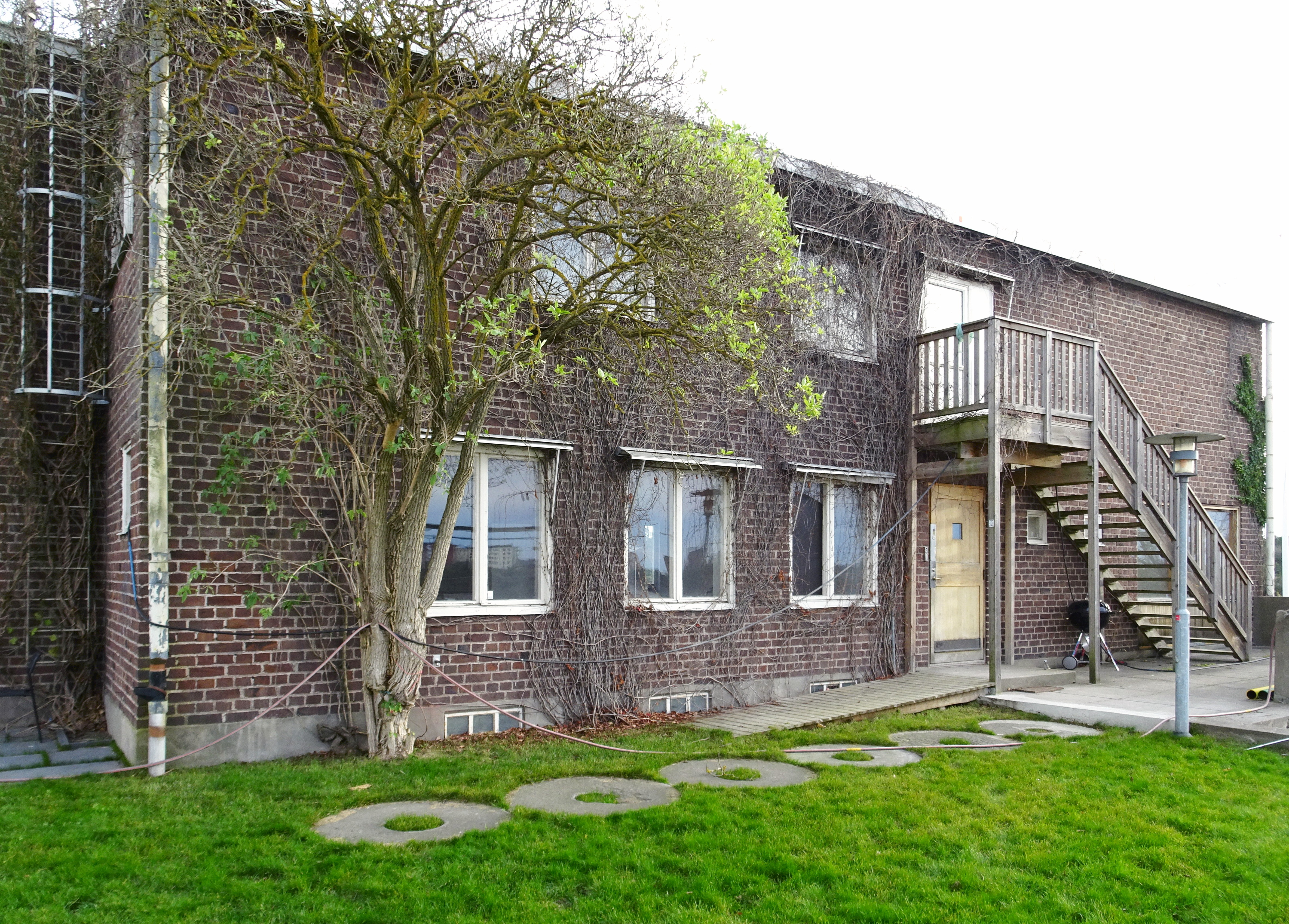
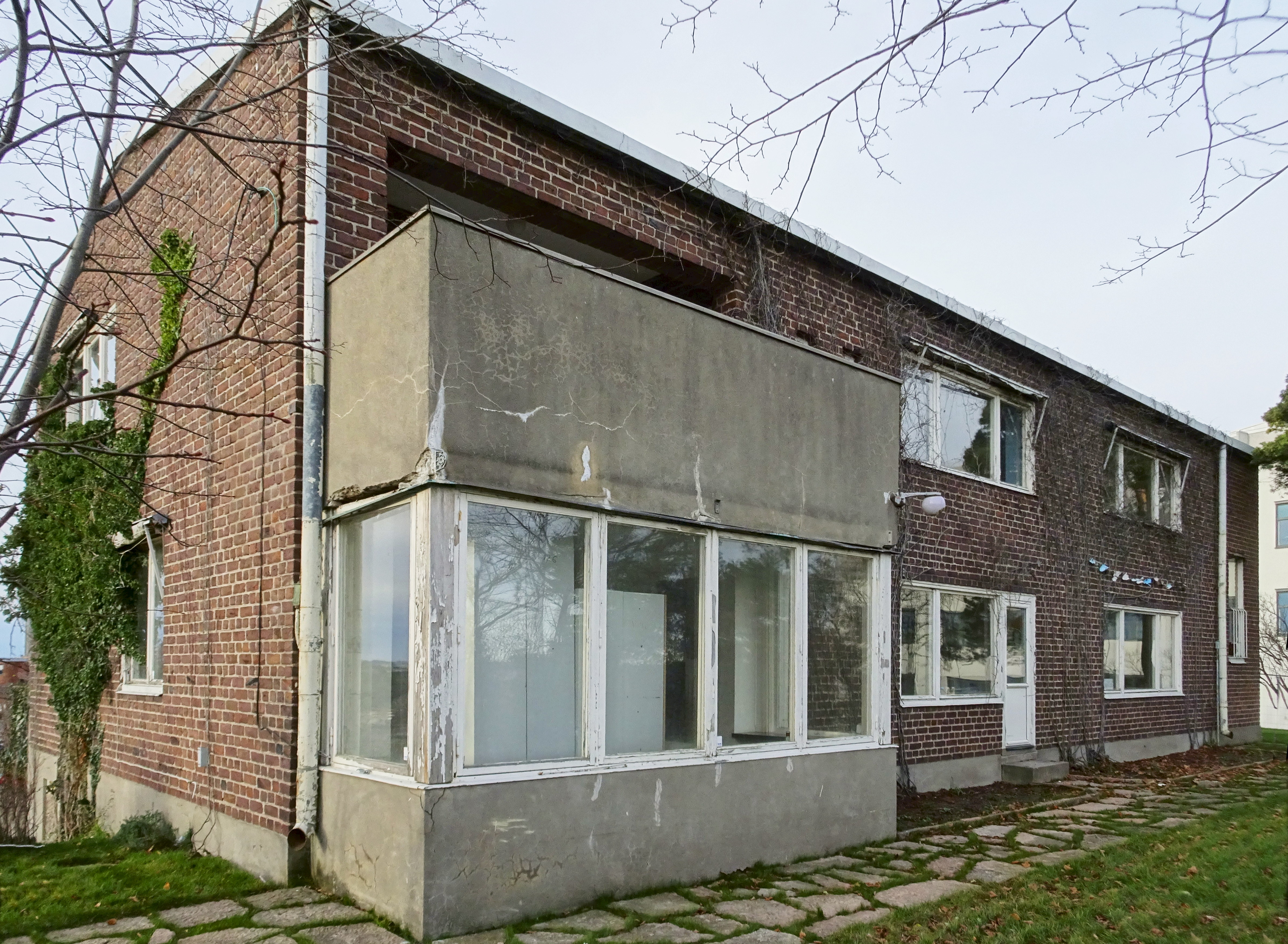
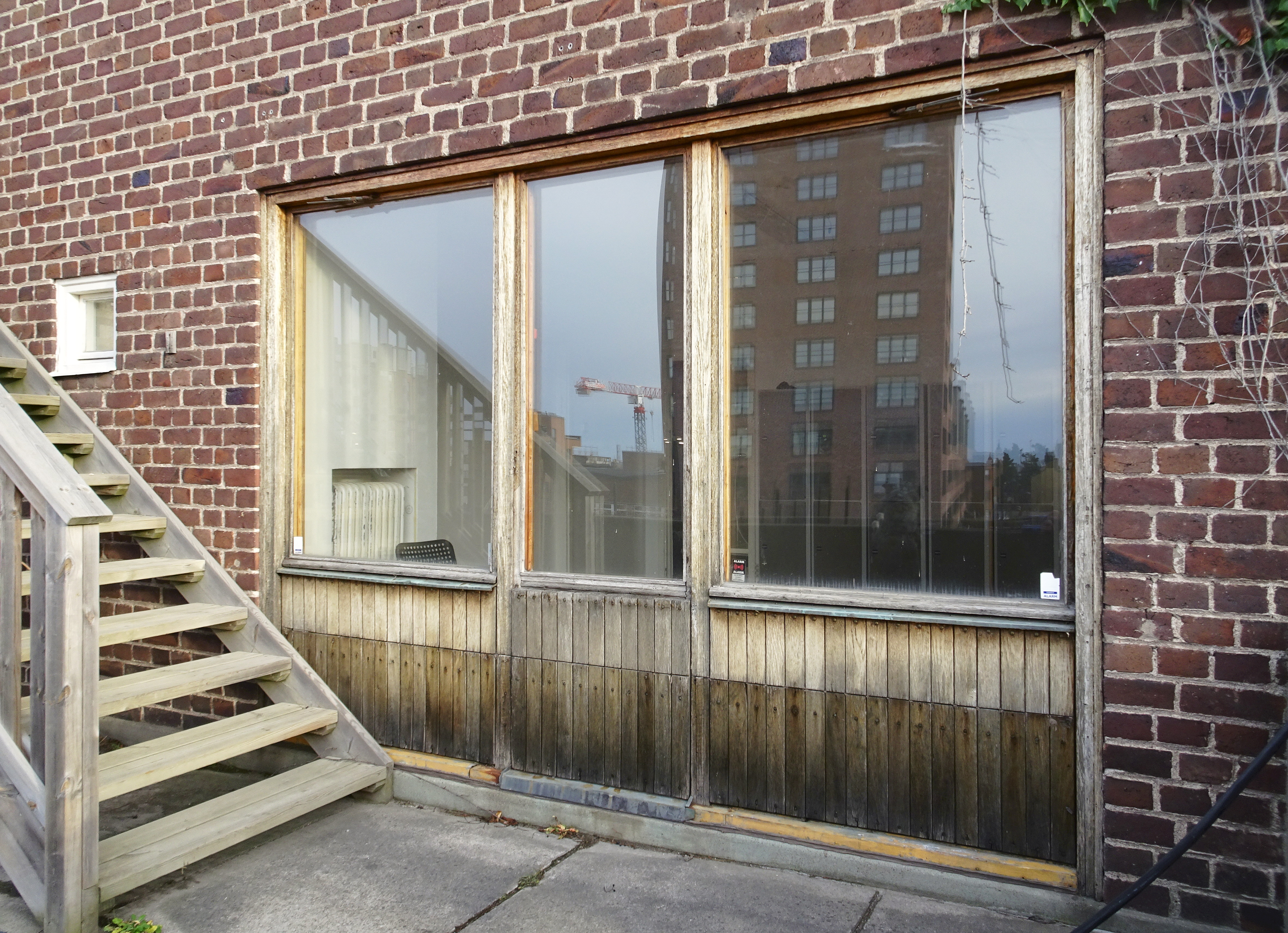
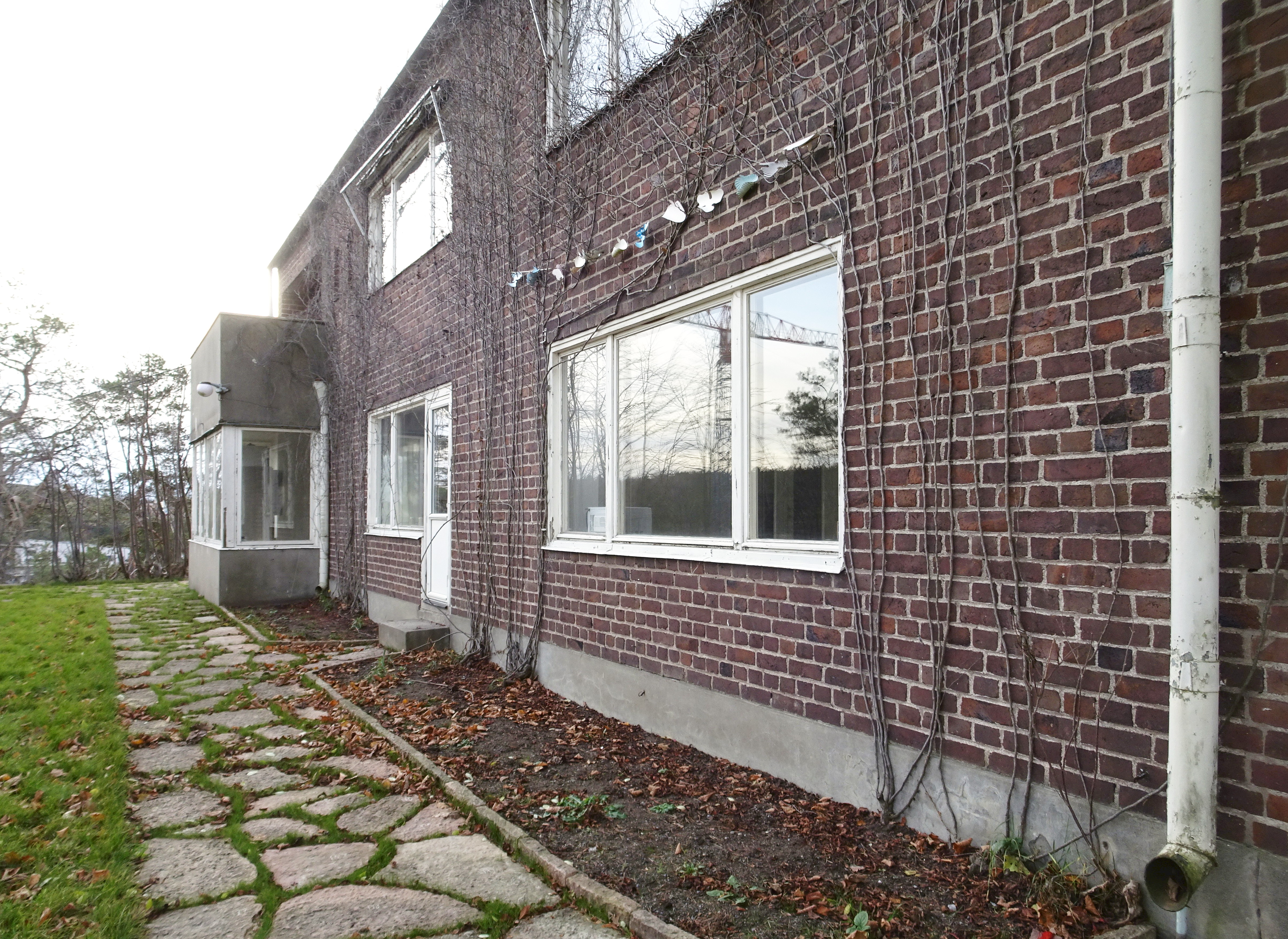